# Династія Тореллі

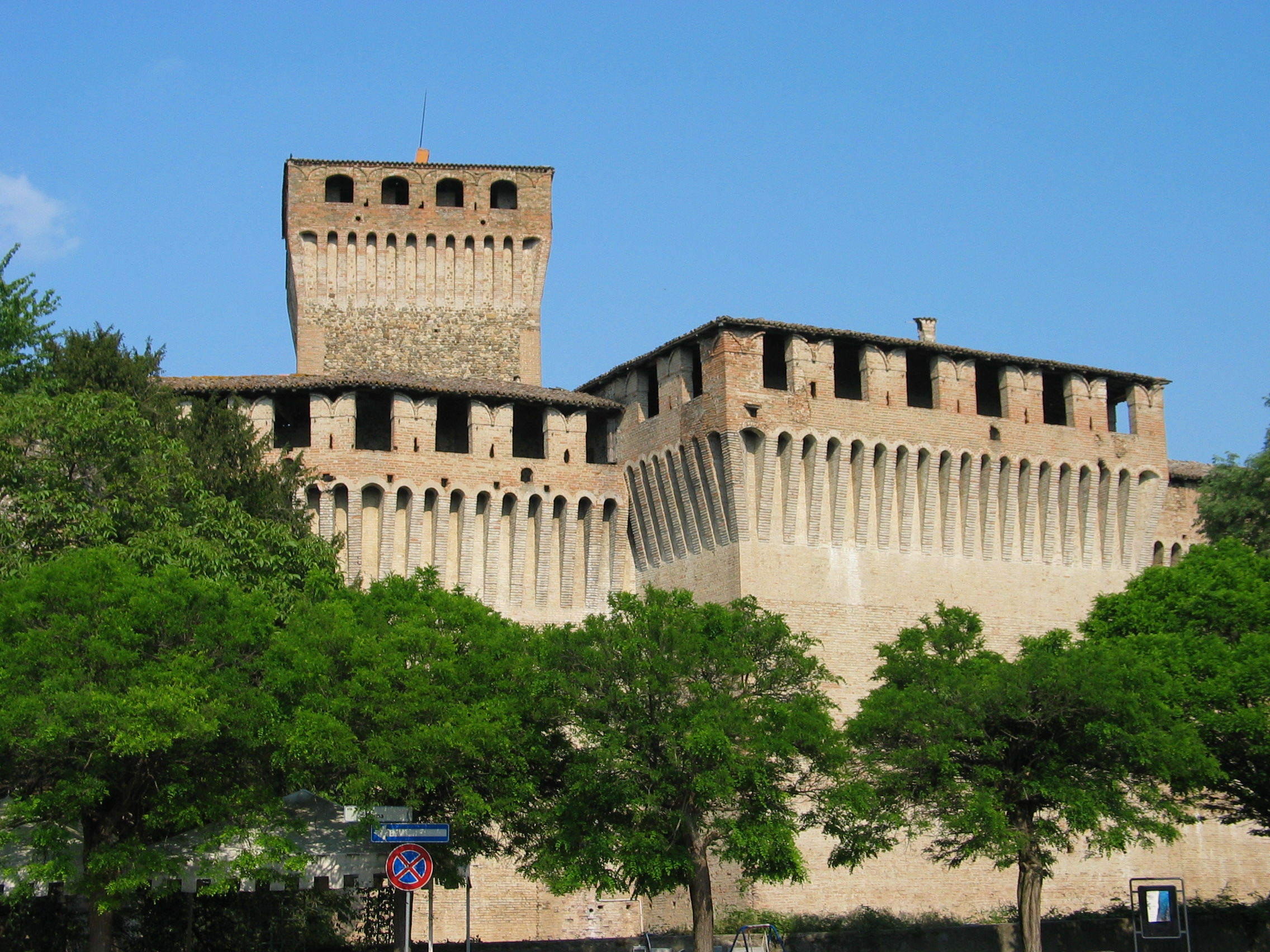
Замок Монтекьяруголо, що належав родині Тореллі

Династія Тореллі — розгалужений рід, нащадки котрого мешкали в різних містах Італії (Феррара, Фано, Болонья, Форлі, Фоліньйо, Павія, Неаполь), а також в інших державах (Франція, Польща).

## Генеалогія
- Салінгуерра І — мешкав у місті Феррара, був вассалом архієпископа Равенни.
- Салінгуерра ІІ — в період 1206—1240 років воював за владу над Феррарою з представниками роду д'Эсте, але програв їм та був вимушений до вигнання.
- Родина Тореллі, що мешкала у місті Фано, прибула чи то з Парми, чи то з Форлі. Вона походить від Вівіано, сина Салінгуерра ІІ.
- Гвідо Торелли (1379—1449) був досить відомим представником родини в добу середньовіччя: офіцер, капитан родин Гонзага, д'Эсте, з 1415 року служив герцогу Мілана, Філіппо Марія Вісконті. Сам був володарем невеликих графств Гвасталла (Guastalla) та Монтекьяруголо (Montechiarugolo), котрі на той час були незалежними італійськими князівствами.
- 1456 року сини Гвідо Тореллі, Кристофоро та П'єтро Гвідо, розділили князівство, первісно це спосувалось Монтекьяруголо та Казеї (Casei).
- 1612 року граф Піо Тореллі був звинувачений у замаху на Рануччо І Фарнезе, убитий, а графство Монтекьяруголо було приєднане до володінь роду Фарнезе, герцогів Парми.
- Від Гвідо Тореллі і його сина Кристофоро походив рід маркізів Казеї, котрий вимер 1825 року.
- Племінник Піо Тореллі — Джузеппе Салінгуерра (помер 1612 р.) перебрався у Польщу, пошлюбився з Софією Сренявою, панною міста Понятова і дав гілку польському роду Понятовських.
- Людовіка Тореллі (1500—1569), маркіза Гвасталла, продала 1539 року князівство роду Гонзага.
- Барбара Тореллі  (бл. 1475 — бл. 1533) шляхетна пані, подруга Лукреції Борджа, дружина поета Ерколе Строцці.

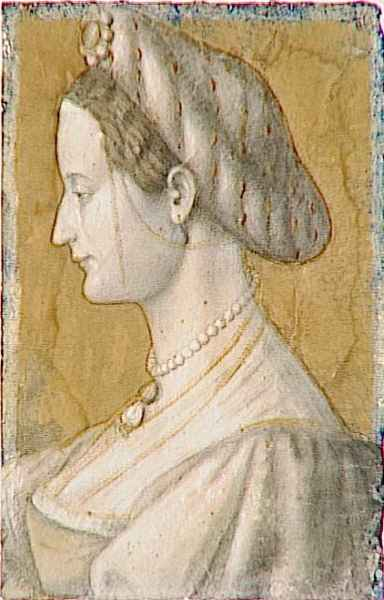
Джованні Больтраффіо. «Барбара Тореллі»
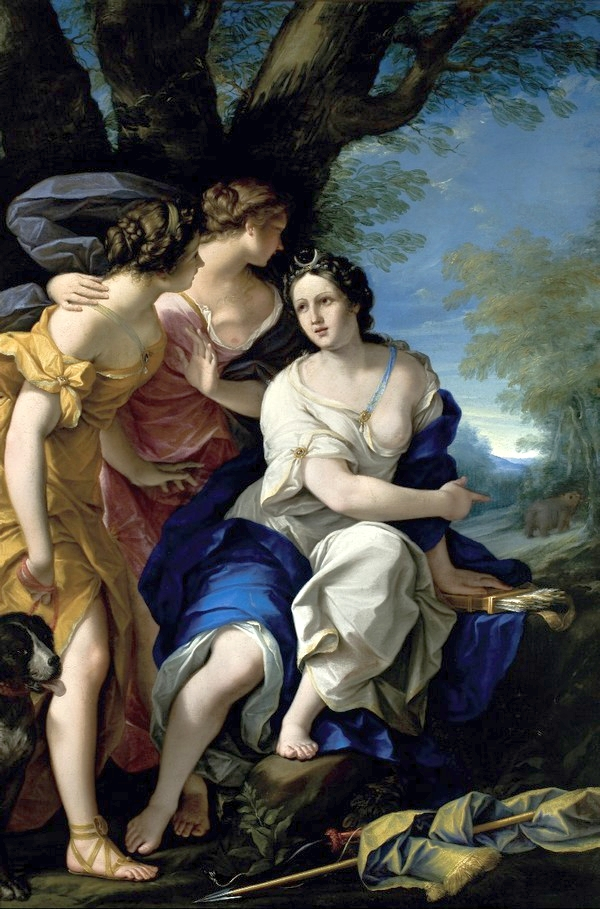
Феліче Тореллі, «Діана з двома німфами»
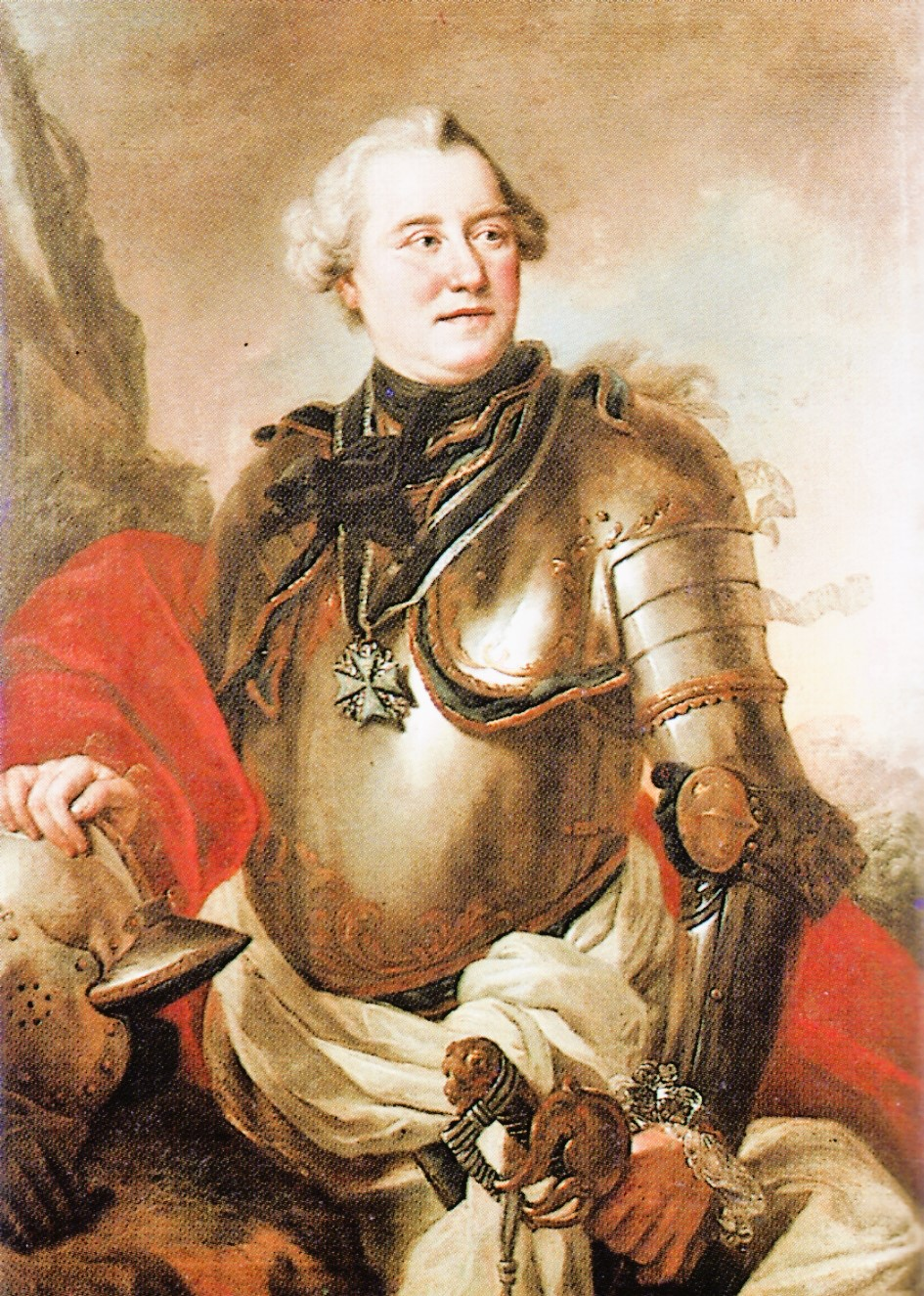
Стефано Тореллі. «Едмон фон Казот», 1761 рік
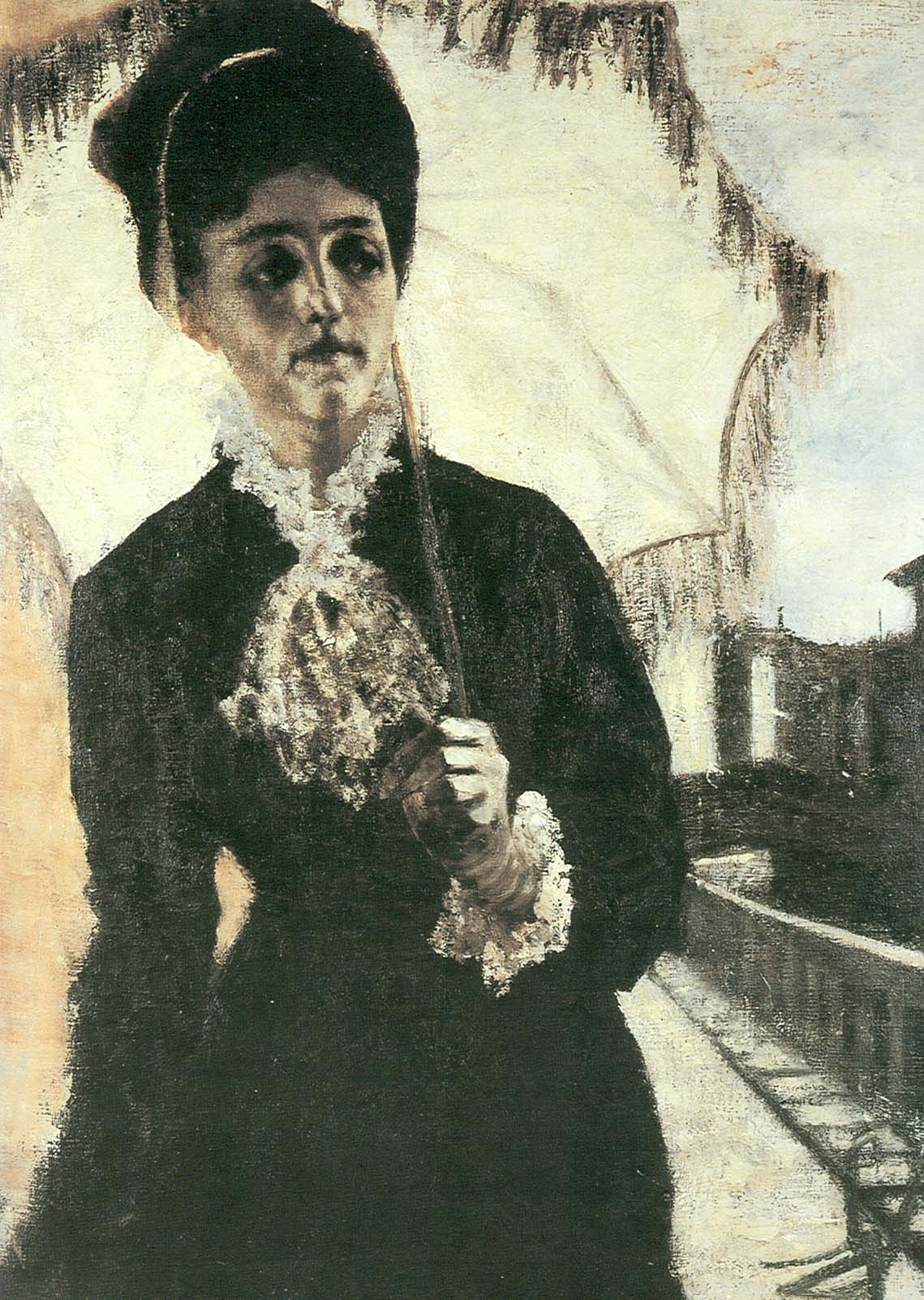
Джованні Сегантіні. «Синьйора Тореллі», 1886 рік